# Schaffhauser Kantonalbank

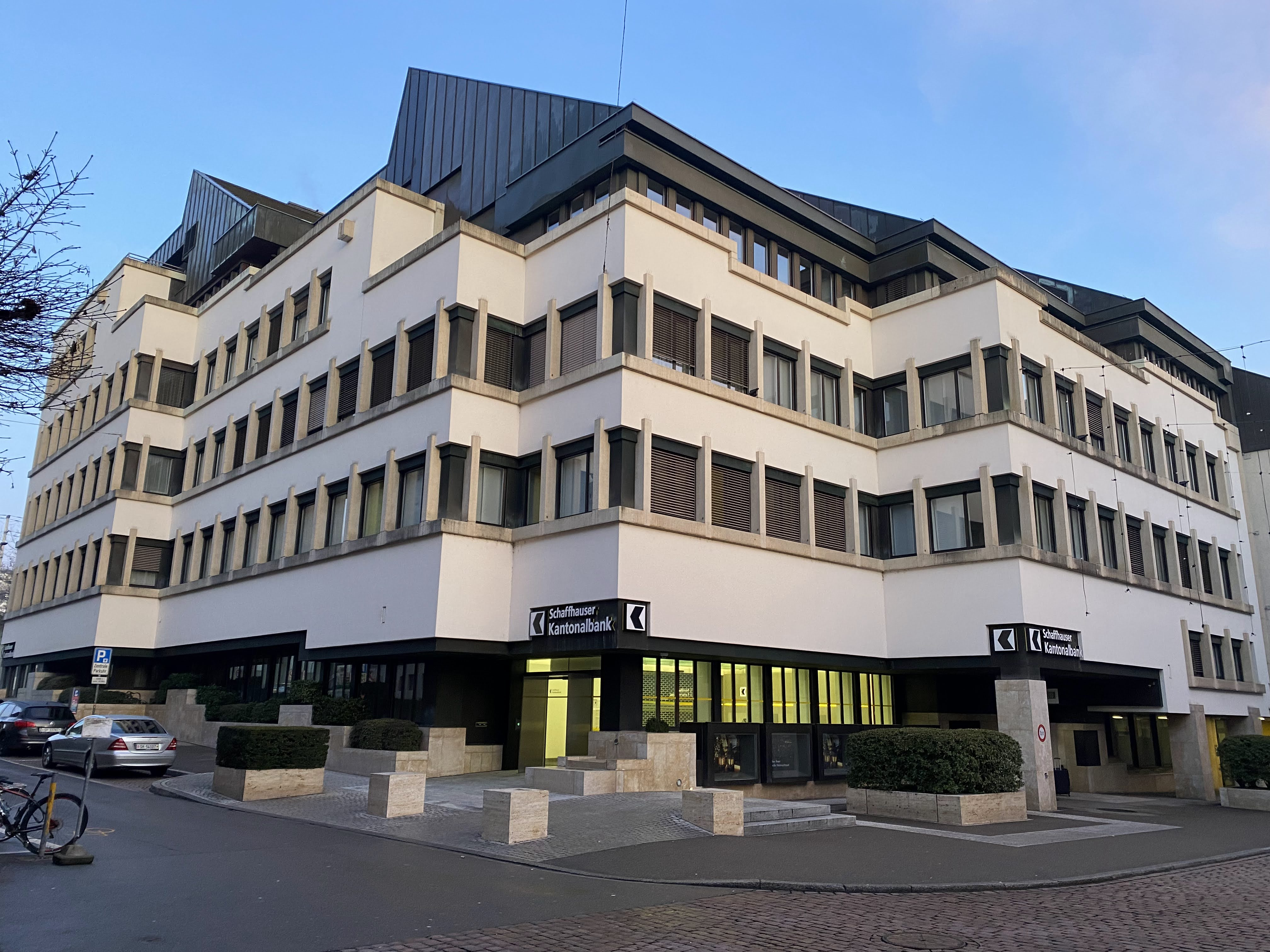
Der Hauptsitz in Schaffhausen

Die Schaffhauser Kantonalbank mit Sitz in Schaffhausen ist die Kantonalbank des Kantons Schaffhausen. Sie wurde 1883 gegründet.
Sie ist neben ihrem Hauptsitz in Schaffhausen am Standort Stein am Rhein mit einer Filiale präsent.
Per Ende 2022 erwirtschaftete die Schaffhauser Kantonalbank über eine Bilanzsumme von rund 9,18 Milliarden Schweizer Franken.

## Besitzverhältnisse und Geschäftsfelder
Die Schaffhauser Kantonalbank ist als öffentlich-rechtliche Anstalt organisiert und gehört zu 100 Prozent dem Kanton Schaffhausen. Sie hat sich als Universalbank am Markt positioniert und bietet eine breite Angebotspalette an Bankdienstleistungen für Privatpersonen, Unternehmen und die öffentliche Hand. Neben der klassischen Beratung im Hypothekar- und Spargeschäft haben das kommerzielle Kreditgeschäft sowie die Vermögensberatung und Vermögensverwaltung stark an Bedeutung zugenommen.
Die Schaffhauser Kantonalbank verfügt wie die meisten Kantonalbanken über eine Staatsgarantie. Dies bedeutet, dass der Kanton Schaffhausen für alle Verbindlichkeiten der Kantonalbank haftet, soweit ihre eigenen Mittel nicht ausreichen (Artikel 4 des Gesetzes über die Schaffhauser Kantonalbank).

## Organisation
Oberstes Aufsichtsorgan der Schaffhauser Kantonalbank ist der Bankrat. Dieser setzt sich aus neun Mitgliedern zusammen und wird zurzeit von Florian Hotz präsidiert. Vizepräsident ist Thomas Weber. Der Kantonsrat (Legislative des Kantons Schaffhausen) wählt das Präsidium sowie sieben Mitglieder des Bankrats, ein Mitglied wählt der Schaffhauser Regierungsrat (Exekutive des Kantons) aus seiner Mitte.
Die operative Leitung liegt bei der Geschäftsleitung. Diese setzt sich aus fünf Mitgliedern zusammen und wird seit dem 24. Juli 2023 von Alain Schmid geleitet.